# Blood Mountain
Blood Mountain – trzeci album studyjny amerykańskiej grupy muzycznej Mastodon. Wydawnictwo ukazało się 12 września 2006 roku nakładem wytwórni muzycznej Reprise Records. Nagrania były promowane teledyskami do utworów "Capillarian Crest", "The Wolf Is Loose", "Colony Of Birchmen" i "Sleeping Giant".
Nagrania zostały zarejestrowane w Studio Litho, Red Room Recording oraz Jupiter Studios. Miksowanie i mastering został wykonany w Sony Music Studios w Nowym Jorku.
Album dotarł do 32. miejsca listy Billboard 200 w Stanach Zjednoczonych sprzedając się w nakładzie 24 tys. egzemplarzy w przeciągu tygodnia od dnia premiery.

## Lista utworów
Opracowano na podstawie materiału źródłowego.
1. "The Wolf Is Loose" – 3:34
2. "Crystal Skull" – 3:27
3. "Sleeping Giant" – 5:36
4. "Capillarian Crest" – 4:25
5. "Circle of Cysquatch" – 3:19
6. "Bladecatcher" – 3:20
7. "Colony of Birchmen" – 4:19
8. "Hunters of the Sky" – 3:52
9. "Hand of Stone" – 3:30
10. "This Mortal Soil" – 5:00
11. "Siberian Divide" – 5:32
12. "Pendulous Skin" – 22:15

## Twórcy
Opracowano na podstawie materiału źródłowego.
| Zespół Mastodon w składzie - Troy Sanders – śpiew, gitara basowa - Brann Dailor – perkusja - Brent Hinds – śpiew, gitara elektryczna - Bill Kelliher – śpiew, gitara elektryczna |  | Inni - Matt Bayles - produkcja, miksowanie - Scott Kelly (Neurosis) - gościnnie śpiew (2) - Josh Homme (Queens of the Stone Age) - gościnnie śpiew (7) - Cedric Bixler-Zavala (The Mars Volta) - gościnnie śpiew (11) - Isaiah "Ikey" Owens (The Mars Volta) - gościnnie keyboard (12) |